# Tramway de Lille Roubaix Tourcoing
Le tramway de Lille Roubaix Tourcoing peut faire référence :
- À l'ancien réseau de Lille à écartement standard, mis en service en 1874 par la compagnie des Tramways du Nord (TN), repris par la compagnie des Tramways électriques de Lille et sa banlieue (TELB)[note 1] en 1875 jusqu'en 1955 puis par la Compagnie générale industrielle de transports (CGIT) entre 1956 et 1966; ainsi que 2 lignes interurbaines entre Lille Roubaix et Tourcoing exploitées par les mêmes compagnies.
- Aux deux lignes suburbaines à écartement métrique exploitées par l'Électrique Lille Roubaix Tourcoing (ELRT) au départ de Lille :
  - 2 Lille - Leers ;
  - 5 Lille - Marquette.

- À l'ancien réseau de Roubaix Tourcoing à écartement métrique dont,
  - Le réseau urbain de Roubaix et Tourcoing exploité par la compagnie des Tramways de Roubaix et de Tourcoing (TRT) jusqu'en 1882, puis par un syndicat public repris en 1894 par la compagnie nouvelle des Tramways de Roubaix et de Tourcoing (TRT) racheté en 1922 par l'Électrique Lille Roubaix Tourcoing (ELRT) et fusionné avec le réseau suburbain de cette dernière.
  - Le réseau suburbain de Roubaix et Tourcoing exploité par l'Électrique Lille Roubaix Tourcoing (ELRT) à partir de 1908 et fusionné en 1922 avec le réseau urbain des TRT. Ces deux réseaux fusionnés de Roubaix Tourcoing ont fonctionné jusqu'en 1956.

- Au tramway du Grand Boulevard ligne interurbaine mise en service en 1909 par l'Électrique Lille Roubaix Tourcoing (ELRT) avec deux antennes depuis Lille vers Roubaix (ligne 1) et Tourcoing (1bis), toujours exploitées, ainsi qu'une troisième antenne vers Marcq-en-Barœul (7) à l'origine prévue comme ligne suburbaine vers Halluin, antenne fermée en 1972.

- Au tramway de Lille Métropole, un projet de cinq nouvelles lignes de tramway à l'horizon 2035 [citation nécessaire].

Évolution des réseaux de tramway de Lille Roubaix Tourcoing
Note #1 : sous la dénomination TCC, Transports en commun de la Communauté urbaine de Lille.